# Шпрот
Шпрот (Sprattus) — рід дрібних риб родини Clupeidae.

## Види
- Sprattus antipodum — Шпрот новозеландський
- Sprattus fuegensis — Шпрот фолклендський
- Sprattus muelleri
- Sprattus novaehollandiae — Шпрот австралійський
- Sprattus sprattus — Шпрот європейський (звичайний)